# Colegio Máximo (Alcalá de Henares)
El Colegio Máximo de la Compañía de Jesús en Alcalá de Henares fue un colegio menor regido por esta orden en esta ciudad.

## Historia
Los antecedentes directos del colegio se encuentran en la estancia en Alcalá de Ignacio de Loyola, futuro fundador de la Compañía de Jesús, en 1526-1527. Veinte años después, en el invierno de 1546, el jesuita Francisco de Villanueva se instaló con algunos compañeros en una casa modesta en la calle Mataperros. La advocación del colegio quedó dedicada a la [Inmaculada] Concepción y la Expectación [del parto de la santísima Virgen María]. Posteriormente el colegio sería conocido como Colegio Máximo.
En 1549 el colegio se trasladó a unas casas en la calle de los Libreros. 
En la primera mitad de la década de 1570, el colegio se consolidó gracias a las rentas cedidas a perpetuidad por María de Mendoza “la Blanca”. El papa Gregorio XII extendió una bula por la que se consideró a María como fundadora del colegio el 5 de agosto de 1576.
El 14 de junio de 1600, Catalina de Mendoza, sobrina de María de Mendoza “la Blanca”, cedería sus rentas al colegio. Como consecuencia de esta donación, Catalina de Mendoza fue considerada fundadora del colegio y fue admitida en la Compañía de Jesús siendo la única mujer en conseguirlo tras la aprobación de las Constituciones de la orden en 1556.Estos nuevos recursos económicos permitieron iniciar en 1602 la reconstrucción de la iglesia del colegio.
El colegio fue clausurado tras la expulsión de la Compañía de España en 1767.
El fin definitivo del colegio se produjo en 1835.

## Descripción
El colegio se encontraba situado en un amplio edificio de la calle Libreros. La iglesia que servía de capilla del colegio se encontraba en el extremo sudoeste del conjunto con amplia fachada a la calle Libreros, de estilo clásico. Hacia el noreste siguiendo la calle Libreros  se extendía el cuerpo principal del edificio del colegio. La portada del colegio de estilo barroco se sitúa en el extremo del edificio más cercano a la iglesia.
El Colegio llegó a contar con una importante biblioteca. Los fondos de esta biblioteca se encuentran en la actualidad en la Universidad de Alcalá.